# Santa Vittoria d'Alba
Pour les articles homonymes, voir Santa Vittoria.
Santa Vittoria d'Alba (en français Sainte-Victoire d'Albe) est une commune italienne de la province de Coni, dans la région Piémont.

## Histoire
1702 : durant la guerre de Succession d'Espagne, bataille de Santa-Vittoria ou les Impériaux sont battus par les Français

## Administration
| Période                                  | Période  | Identité      | Étiquette | Qualité |
| ---------------------------------------- | -------- | ------------- | --------- | ------- |
| 14/06/2004                               | En cours | Marzia Manoni |           |         |
| Les données manquantes sont à compléter. |          |               |           |         |

### Communes limitrophes
Bra (Italie), Monticello d'Alba, Pocapaglia, Roddi, Verduno

## Économie
Santa Vittora d'Alba est le siège de la société Cinzano, productrice de Vermouth.

## Cinéma
En 1969, Santa Vittoria a été la localisation supposée du film Le Secret de Santa Vittoria, de Stanley Kramer, histoire fondée sur des faits réellement survenus dans cette commune piémontaise durant la Seconde Guerre mondiale, au cours de laquelle les habitants cachèrent aux Allemands un million de bouteilles de vin dans ses caves romaines. Le film a été tourné dans les studios de Cinecittà, à Rome, mais également dans les villages de : 
- Anticoli Corrado, Tivoli (province de Rome) ;
- Capranica (province de Viterbe).

Une publicité pour Cinzano orne la porte de la cantine sociale.
En 2010, sort dans les salles locales de cinéma Si Chef! Ritorno a Santa Vittoria, de Franco Tibaldi et Rita Barbero, une histoire originale pour un film entièrement tourné dans ladite commune, avec tous des acteurs locaux.